# Paul Stefan

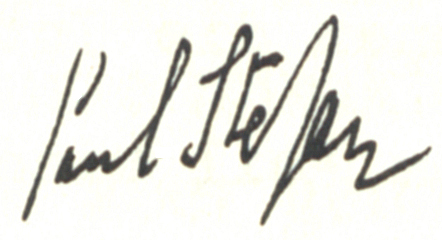
Autogramm

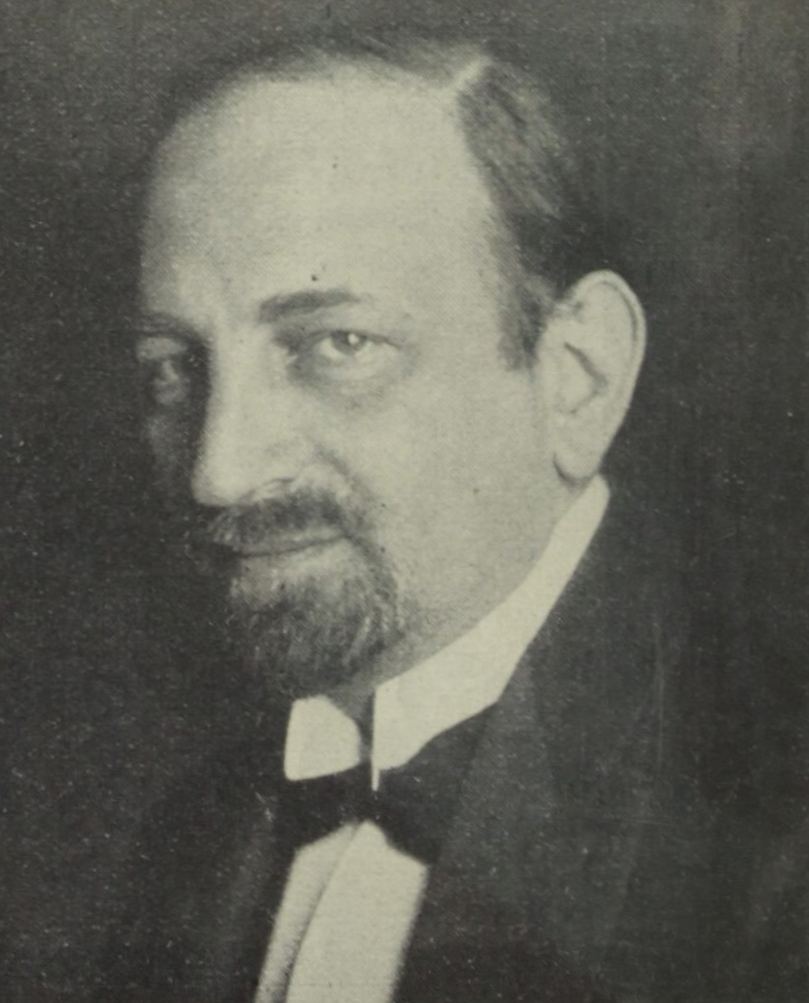
Paul Stefan um 1925

Paul Stefan (* 25. November 1879 in Brünn, Österreich-Ungarn; † 12. November 1943 in New York; eigentlich Paul Stefan Grünfeld, 1906 Namensänderung in Paul Stefan Gruenfeld) war ein österreichischer Musikhistoriker, Schriftsteller sowie Musik- und Tanzkritiker.

## Leben
Paul Stefan Grünfeld wurde als Sohn des Lederwarenfabrikanten, Abgeordneten zum mährischen Landtag und türkischen Konsuls Arnold Abraham Grünfeld (24. Dezember 1848 – 17. Mai 1919) und dessen Ehefrau Annie, geborene Haas (23. Mai 1859 – 27. Dezember 1936), im damaligen Kronland Mähren der Donaumonarchie geboren. Die Eltern waren zum katholischen Glauben übergetreten. Sein jüngerer Bruder war der Wirtschaftswissenschaftler Ernst Grünfeld. 1898 übersiedelte er mit seiner Familie nach Wien.
Grünfeld studierte an der Universität Wien Philosophie, Rechtswissenschaften, Kunstgeschichte und Musik und wurde 1904 zum Dr. phil. promoviert. Privat nahm er Musikunterricht bei Arnold Schönberg und Hermann Graedener. 1904 bis 1910 arbeitete Grünfeld als Sekretär des Zentralverbandes der Industriellen Österreichs. Während des Ersten Weltkriegs diente er zuerst als Offizier in einer Kavallerieeinheit und war später dem Kriegsarchiv zugeteilt.
Paul Stefan war einer der bemerkenswertesten modernen Musikschriftsteller und -kritiker seiner Zeit. Von 1921 an schrieb er für die Musikblätter des Anbruch und war ab 1922 als Nachfolger von Paul Amadeus Pisk bis zur Einstellung dieser Zeitschrift 1937 deren Hauptschriftleiter. Daneben war er für viele Jahre Musik- und Tanzkritiker für die Wiener Zeitungen Die Stunde und Die Bühne sowie für andere europäische und amerikanische Zeitungen, unter anderem für die Neue Zürcher Zeitung und Musical America. Dabei war er „im Grunde weder ein Lober noch ein Tadler; aber sein Urteil, von einer fast französischen Zartheit und Lucidität, war sicher. Seinen Aufsätzen, Hinweisen und Noten über Konzerte danken viele Laien erst das Wissen, was Musik überhaupt ist.“
1922 gehörte er neben Rudolf Réti, Egon Wellesz und anderen zu den Gründungsmitgliedern der Internationalen Gesellschaft für Neue Musik und hatte in der Folgezeit mehrere Jahre das Amt des Vizepräsidenten der österreichischen Sektion inne. Überdies wirkte er als Dozent am Wiener Reinhardt-Seminar.
Nach dem „Anschluss“ Österreichs 1938 musste er als Jude und auf Grund seiner anti-nationalsozialistischen Artikel emigrieren. Er ging zunächst für ein halbes Jahr in die Schweiz nach Winterthur und lebte danach bis zur Besetzung Frankreichs 1940 in Paris, wo er vor allem für den Rundfunk arbeitete. Die nächste Station seiner Flucht war Lissabon, wo Stefan im Regierungsauftrag ein Buch über portugiesische Musik verfasste und einige seiner Werke ins Portugiesische übersetzte.
Im April 1941 traf er in den USA ein, wo er weiterhin erfolgreich als Musikpublizist und Vortragender tätig war.
Bei der für Stefan veranstalteten Trauerfeier am 11. März 1944 sprachen Paul Nettl, Erika Stiedry-Wagner und Hugo Jacobi. Rudolf Kolisch, Lona Friedman und Fritz Jahoda sorgten für die musikalische Umrahmung.
Paul Stefan war seit 1940 mit der Altistin Jella Braun-Fernwald verheiratet.
Die Aberkennung des Doktorats durch die Nationalsozialisten wurde mit Beschluss des Senats der Universität Wien vom 10. April 2003 wieder rückgängig gemacht.

## Auszeichnungen
- Medaille für die Verdienste um die Musik der tschechischen Regierung
- Verleihung des österreichischen Titels Professor
- Verleihung des tschechoslowakischen Ordens des Weißen Löwen 5. Klasse[8]

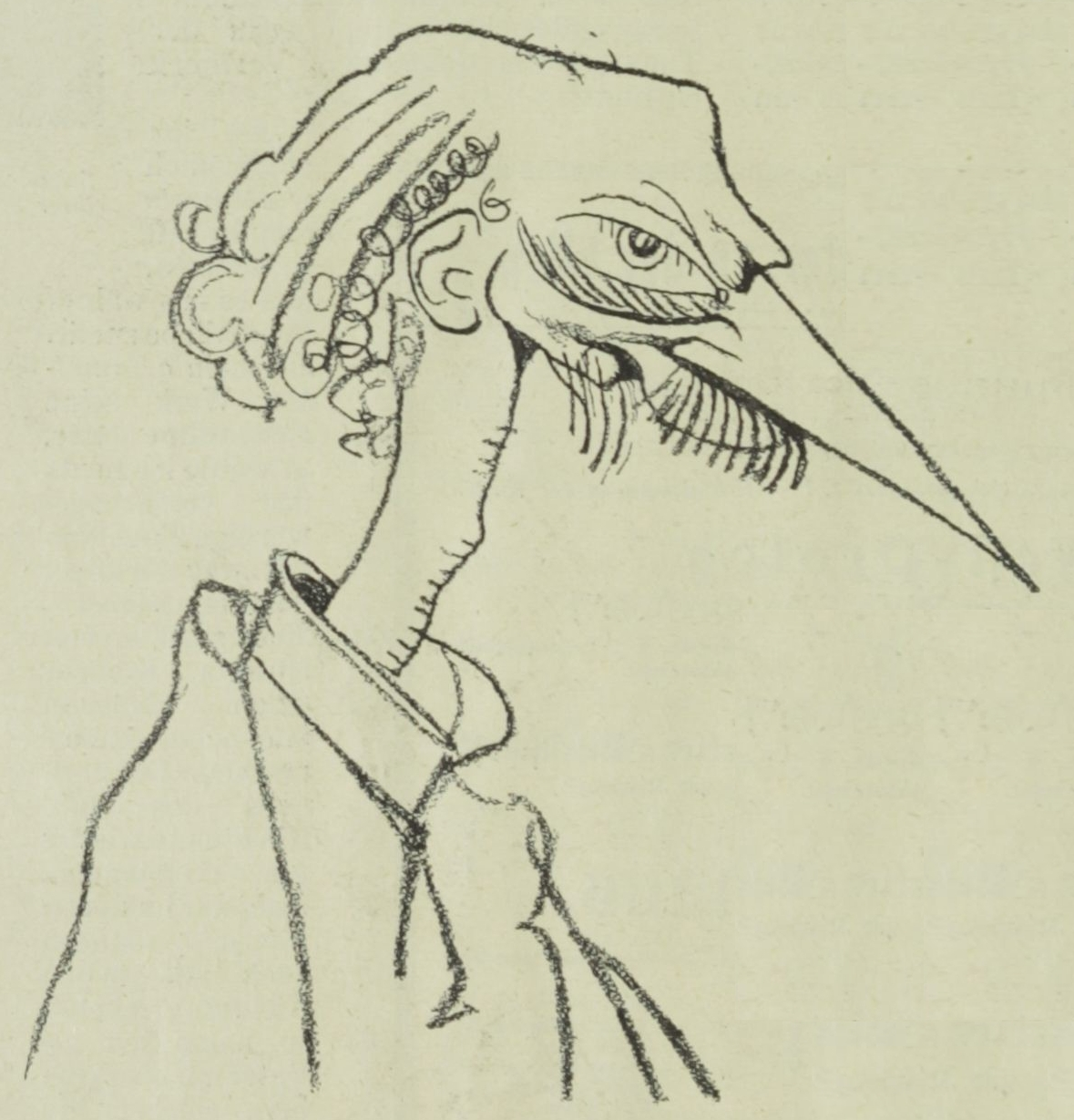
Karikatur von Carl Leopold Hollitzer

## Werke
- Stimmungen. Gedichte. Pierson, Dresden/Leipzig, 1900.[9]
- Der Heimatsucher. Erlebtes und Erträumtes 1899–1902. O.-ö. Verlags-Gesellschaft, Linz 1903.[9]
- Umbrien. Das Land – sein Werden – seine Kunst. Ein Wanderbuch. Zusammen mit Ernst Diez. Wiener Dürerhaus, Hugo Heller & Cie, Wien/Leipzig 1907.
- Gustav Mahlers Erbe. Ein Beitrag zur neuesten Geschichte der deutschen Bühne und des Herrn Felix von Weingartner. Hans von Weber, München 1908.
- Gustav Mahler. Eine Studie über Persönlichkeit und Werk. Piper, München 1910
Nachdruck der 4. Auflage 1912: Piper, München 1981, ISBN 3-492-02721-0.
- Oskar Fried. Das Werden eines Künstlers. Berlin 1911.
- Das musikfestliche Wien. Hrsg. vom Akademischen Verband für Literatur und Musik in Wien. H. Heller u. Cie., Wien 1912.
- Das Grab in Wien. Eine Chronik seit 1903. Reiß, Berlin 1913.
- Der ungehörte Ruf. Erscheinungen – Erlebnisse – Fragen. Hrsg. Akademischer Verband für Literatur und Musik in Wien. Verlag der Schaubühne, Charlottenburg 1914.
- Die Feindschaft gegen Wagner. Eine geschichtliche und psychologische Untersuchung. Bosse, Regensburg 1914.
- Das neue Haus. Ein Halbjahrhundert Wiener Opernspiel und was voranging. Strache, Wien/Leipzig 1919.
- Neue Musik und Wien. E. P. Tal, Leipzig/Wien/Zürich 1921.
- Frau Doktor. Ein Bildnis aus dem unbekannten Wien. Drei Masken Verlag, München 1922.
- Anna Bahr-Mildenburg. Wila Wiener Literarische Anstalt, Wien 1922 (Die Wiedergabe, 1. Reihe, Band 6).
- Die Wiener Oper. Wila Wiener Literarische Anstalt, Wien 1922 (Die Wiedergabe, 2. Reihe, Band 3/4).
- Mahler für jedermann. Wila Wiener Literarische Anstalt, Wien 1923 (Die Wiedergabe, 2. Reihe, Band 7).
- Max Reinhardt. Eines Künstlers Heimweg nach Wien. Goldschmiedt-Verlag, Wien-Leipzig, 1923.
- Hofmannsthal. Eine imaginäre Ansprache. Wila Wiener Literarische Anstalt, Wien 1924 (Die Wiedergabe, 3. Reihe, Band 2).
- Arnold Schönberg. Wandlung – Legende – Erscheinung – Bedeutung. Zeitkunst-Verlag, Wien/Berlin/Leipzig und Zsolnay, Berlin/Wien/Leipzig, 1924.
- Österreichische Kunstgebarung. Mahnwort und Manifest. G. Langer, München 1924.
- Franz Schubert. 3. Band der 9. Jahresreihe des Volksverbandes der Bücherfreunde. Wegweiser-Verlag, Berlin 1928.
  - Neuauflage: Ullstein, Wien 1947.
- Die Wiener Oper. Ihre Geschichte von den Anfängen bis in die neueste Zeit. Mit Bildern von Thomas Wozak. Augartenverlag, Wien/Leipzig 1932.
- Dvořák. Leben und Werk. Zusammen mit Otakar Šourek. Passer Verlag, Wien 1935.
Antonin Dvořák. Übersetzung der Neufassung durch Paul Stefan ins Englische von Y. W. Vance. Greystone Press, New York 1941.
Nachdruck: Da Capo Press, Plenum Publishing Corp., New York 1971.
- Arturo Toscanini. Mit einem Geleitwort von Stefan Zweig. Herbert Reichner, Wien/Leipzig/Zürich 1935.
- Bruno Walter. Mit Beiträgen von Lotte Lehmann, Thomas Mann und Stefan Zweig. Herbert Reichner. Wien/Leipzig/Zürich 1936.
- Die Zauberflöte. Herkunft – Bedeutung – Geheimnis. Herbert Reichner, Wien/Leipzig/Zürich 1937.
- Don Giovanni. Die Opernlegende von Don Juan, dem Versucher und Sucher. Herbert Reichner, Wien/Leipzig/Zürich 1937.
- Die verkaufte Braut. Herbert Reichner, Wien/Leipzig/Zürich 1937.
- Abriss über die portugiesische Musik. Lissabon 1940.
- Great modern composers. Zusammen mit Willi Reich und Oscar Thomson. The World Publishing Company, Cleveland/New York 1943; darin die Beiträge von Paul Stefan:
Leoš Janáček. S. 143–150 
Arnold Schönberg. S. 267–277.
- Das war der letzte Sommer. Roman. Aus dem Nachlass herausgegeben von Alfred Zohner. Luckmann, Wien 1946.[10]
- Georges Bizet. Leben, Umwelt und Werk des Komponisten der Carmen. Atlantis, Zürich 1952.

Als Herausgeber
- E. T. A. Hoffmann: Musikalische Novellen und Aufsätze. Auswahl und Nachwort von Paul Stefan, Insel-Verlag, Leipzig o. J. (1914; Insel-Bücherei Nr. 142).
- Unter Habsburgs Banner. Zwei Kriegsjahre 1914/16. Zusammen mit Alois Veltzé. Ullstein, Berlin/Wien 1916.
- Die Wiedergabe. Wiener Gegenwart und ihr Besitz. Eine Sammlung kleiner Bücher. Reihe 1–3 in je 20 Bänden. Wila, Wien 1922–1924.
- 25 Jahre neue Musik. Jahrbuch 1926 der Universal Edition. Zusammen mit Hans Heinsheimer. Buchschmuck von Carry Hauser, Universal Edition, Wien/Leipzig/New York 1926.
- Tanz in dieser Zeit. Mit Beiträgen u. a. von Mary Wigman, Hugo v. Hofmannsthal, Vera Skoronel, Rudolf von Laban, Oskar Schlemmer, Andrei Lewinson, Ernst Ferand, Ellen Tels, Berthe Trümpy, Gertrud Bodenwieser, Egon Wellesz, Jaap Kool. Universal-Edition A.G., Wien/New York 1926.
- Oper. Jahrbuch 1927 der Universal Edition 1927. Zusammen mit Hans Heinsheimer. Universal-Edition, Wien 1927.
- Gesang. Jahrbuch 1929 der Universal Edition. Zusammen mit Hans Heinsheimer. Buchschmuck von Jakob Best. Universal-Edition, Wien 1928.

Vorworte, Einleitungen und Beiträge
- Oskar Kokoschka: Dramen und Bilder. Mit einer Einleitung von Paul Stefan. Wolff, Leipzig 1913.
- Joseph Gregor: Barocktheater. Vorwort von Paul Stefan. Wila Wiener Literarische Anstalt, Wien/Leipzig 1922 (Die Wiedergabe. 1. Reihe, Band 1).
- Natalie Bauer-Lechner: Erinnerungen an Gustav Mahler. Hrsg. von J. Killian. Eingeleitet von Paul Stefan. E. P. Tal & Co, Leipzig/Wien/Zürich 1923.
- Moissi. Der Mensch und der Künstler in Worten und Bildern. Zusammengestellt von Hans Böhm. Mit einem Beitrag von Paul Stefan. Eigenbrödler, Berlin 1927
- Richard Strauss, Lothar Wallerstein (Neubearbeitung): W. A. Mozart. Idomeneo. Einführung von Paul Stefan. Heinrichshofen's Verlag, Magdeburg; Bote & Bock, Berlin 1932.

Als Übersetzer
- Tacitus, Cornelius: Die Germania, Insel-Verlag, Leipzig o. J. (1913; Insel-Bücherei Nr. 77).
- Alphonse Daudet. Tartarin von Tarascon. Insel-Verlag, Leipzig o. J. (1913; Insel-Bücherei Nr. 42).
- Paul Verlaine: Gesammelte Werke. Hrsg. von Stefan Zweig. 2 Bände. Band 1: Gesammelte Gedichte. Eine Auswahl der besten Übertragungen. Band 2: Lebensdokumente. Mitübersetzer neben Theodor Däubler, Richard Dehmel, Hanns von Gumppenberg, Walter Hasenclever, Wolf Graf von Kalckreuth, Albrecht Schaeffer, Alfred Wolfenstein u. a. Insel-Verlag, Leipzig 1922.
- Charles Augustin Sainte-Beuve: Literarische Portraits aus dem Frankreich des XVII.–XIX. Jahrhunderts. Hrsg. von Stefan Zweig. Mitübersetzer neben Stefan Zweig, Raoul Auernheimer, Gustav von Festenberg u. a. Frankfurter Verlags-Anstalt, Frankfurt/M. 1923.
- Giuseppe Verdi: Briefe. Hrsg. und eingeleitet von Franz Werfel. Zsolnay, Wien/Berlin 1926 
Verdi. The man in his letters. Edited and selected by Franz Werfel and Paul Stefan. Translated by Edward Downes. L. B. Fischer, New York 1942.
- Theodore Dreiser: Der Titan. Trilogie der Begierde. Mitübersetzer neben Marianne Schönhoff und Wilhelm Cremer. Zsolnay, Wien 1928.
- Giovanni Papini: Der Heilige Augustinus. Zsolnay, Wien 1930.